# Камница (община Марибор)
Вижте пояснителната страница за други значения на Камница.
Камница (на словенски: Kamnica) е село в Словения, Подравски регион, община Марибор. Според Националната статистическа служба на Република Словения през 2002 г. селото има 2962 жители.